# Tombe van de Scipiones
De Tombe van de Scipiones (Latijn:Sepulcrum Scipionum) is het antieke graf van de patrichische Cornelii Scipioni-familie in Rome.
De Cornelii Scipioni waren een tak van de invloedrijke gens Cornelia. Hun bekendste telg was Scipio Africanus, die Hannibal Barkas versloeg en daarmee de Tweede Punische Oorlog beëindigde. De Scipiones hadden de gewoonte hun doden te begraven in plaats van het meer gebruikelijke cremeren. Aan het begin van de derde eeuw werd hun familiegraf aan de Via Appia gebouwd. Het is een soort catacombe in de heuvel, die mogelijk eerder als steengroeve werd gebruikt. Aan de Via Appia werd een monumentale façade gebouwd. In de late oudheid raakte het graf in de vergetelheid. Aan het begin van de 17e eeuw werd de tombe weer ontdekt, maar werd slechts een sarcofaag geopend. Er werd een huis met een wijngaard op gebouwd. In 1780 werd de tombe definitief opgegraven.
Het oudste graf was van Lucius Scipio Barbatus, de consul van 298 v.Chr. Zijn sarcofaag was als enige rijkelijk versierd had de vorm van een altaar met een Dorische fries. Het staat tegenwoordig in de Vaticaanse Musea. Dit was waarschijnlijk niet zijn oorspronkelijke graf, maar een monumentale herbouw uit de 1e eeuw v.Chr. Er zijn in totaal 18 sarcofagen ontdekt, maar er was voldoende ruimte voor ongeveer 40 kisten, die tegen de muren of in uitgehakte nissen werden geplaatst. In de late oudheid was de tombe echter geplunderd en werden een aantal graven vernield.
Naast de leden van de Scipiones kreeg ook de dichter Quintus Ennius zijn laatste rustplaats in de familietombe. Bekende leden van de familie als Scipio Africanus en Scipio Asiaticus werden niet in de tombe begraven, maar bij hun villa in Liternum.